# Domenico Morfeo
Domenico Morfeo (ur. 16 stycznia 1976 roku w Pescinie) – włoski piłkarz występujący na pozycji ofensywnego pomocnika. Obecnie nie gra w żadnym klubie.

## Kariera klubowa
Domenico Morfeo zawodową karierę rozpoczynał w 1993 roku w Atalancie BC. W jej barwach 19 grudnia tego samego roku w wygranym 2:1 spotkaniu przeciwko Genoi zadebiutował w rozgrywkach Serie A. Po rozegraniu dla Atalanty 83 ligowych spotkań Morfeo odszedł do Fiorentiny. W debiutanckim sezonie w ekipie "Fioletowych" włoski zawodnik wystąpił w 24 meczach i zdobył pięć bramek. Na początku kolejnych rozgrywek został wypożyczony do Milanu, by w styczniu 1999 roku powrócić do Florencji.
W sezonie 1999/2000 Morfeo reprezentował barwy dwóch klubów – Cagliari Calcio oraz Hellas Werona. Latem powrócił do Fiorentiny, a następnie wypożyczony został do Atalanty Bergamo. Latem 2002 roku Włoch zmienił klub i podpisał kontrakt z Interem Mediolan, z którym wywalczył wicemistrzostwo kraju oraz dotarł do półfinału Ligi Mistrzów. Dla ekipy "Nerazzurrich" Morfeo zaliczył siedemnaście występów i strzelił jednego gola. Po zakończeniu sezonu na zasadzie wypożyczenia odszedł do Parmy, a w 2005 roku przeniósł się do tego klubu na stałe. W międzyczasie "Rossoblu" znacznie pogorszyli swoje wyniki w rozgrywkach ligowych. Przez pięć sezonów spędzonych w Parmie Morfeo rozegrał 111 ligowych pojedynków i zaliczył w nich szesnaście trafień.
17 lipca 2008 roku włoski pomocnik przeszedł do drugoligowej Brescii Calcio. Na początku 2009 roku został graczem US Cremonese, jednak wkrótce stał się wolnym zawodnikiem.

## Kariera reprezentacyjna
Morfeo ma za sobą występy w młodzieżowych reprezentacjach Włoch. Grał w zespołach do lat 16, 18 oraz 21, dla których łącznie rozegrał 20 meczów i strzelił 9 goli. Razem z kadrą do lat 21 w 1996 roku sięgnął po Młodzieżowe Mistrzostwo Europy.